# Agriculteur multiplicateur
 (juillet 2020).
Un agriculteur multiplicateur a pour activité, le plus souvent en plus de ses autres productions agricoles, la multiplication des semences. À partir des semences mères d’une variété, il produit en une génération une grande quantité de graines qui, reprises par le semencier avec qui il a un contrat, seront triées, contrôlées et conditionnées afin d’être commercialisées auprès des agriculteurs, des maraîchers ou des particuliers. C'est une activité plus contraignante mais généralement plus rémunératrice que la production agricole destinée à  la consommation ,

## Importance économique

### Dans les pays à agriculture traditionnelle
Dans la plupart des pays à agriculture basées sur les traditions, les systèmes semenciers sont la base de la production alimentaire. Ils soutiennent le renouvellement de la biodiversité, permettent la libre diffusion des semences et des connaissances entre les peuples, et rendent les systèmes alimentaires plus résilients face au changement climatique. Dans ces systèmes, les agriculteurs produisent eux-mêmes leurs semences ce qui leur permet de conserver, d'utiliser, d'échanger et de vendre librement des semences. Cela garantit que les gens peuvent se nourrir de manière adéquate directement à partir de terres productives. "Les systèmes de semences paysannes permettent aux agriculteurs de cultiver des aliments d'une manière qui répond et s'adapte au changement, rendant les communautés plus fortes et les systèmes alimentaires plus résilients".

### En France
En France, en 2015, près de 19 000 agriculteurs multiplicateurs, essentiellement implantés dans cinq grandes régions productrices de semences (Centre-pays de Loire, Nord-bassin parisien, Sud-Ouest, pourtour méditerranéen et couloir rhodanien) produisent des semences de plus de 150 espèces sur près de 400 000 hectares.

#### Organisation
La Fédération Nationale des Agriculteurs Multiplicateurs  de Semences (Fnams) fédère les syndicats départementaux et régionaux d'agriculteurs multiplicateurs.
Les contrats de multiplication passés avec les entreprises semencières sont régies par des conventions types de multiplication.

### Dans les pays anglo-saxons
Il existe de nombreuses associations d'agriculteurs multiplicateurs (Seed growers) dans les différents pays et notamment aux Etats Unis et au Canada.
Des organisations d'agriculteurs multiplicateurs spécialisés pour la production de semences biologiques sont aussi présentes.

### Formation
C’est un métier de technicien gestionnaire qui nécessite une formation minimale en CAP. Cependant, avoir
également le niveau de fin d’études primaire ou de secondaire 1er cycle, permet de développer les compétences requises, en association avec la transmission de savoirs traditionnels par des associations ou de savoirs
scientifiques avec les stations expérimentales.